# Bill & Ted's Excellent Adventure
Bill & Ted's Excellent Adventure è un film del 1989 diretto da Stephen Herek, con Keanu Reeves.
Il film, girato negli Stati Uniti d'America, mette insieme comicità demenziale con la fantascienza. Il film ha dato origine a un seguito, Un mitico viaggio (Bill & Ted's Bogus Journey, 1991), una serie televisiva, Bill & Ted's Excellent Adventures (1992) ed un terzo film, Bill & Ted Face the Music (2020). Il film, cosi come la serie televisiva, rimane tuttora inedito in Italia.

## Trama
Bill e Ted sono cresciuti nella noiosa provincia di Los Angeles. I due liceali hanno un sogno: formare una band di musica rock. Ma il padre di Ted minaccia di spedirlo in una scuola militare se fallirà l'esame di storia, separando così i due amici. Arriva però un aiuto inaspettato: si tratta di Rufus, un uomo venuto dal futuro che li accompagnerà in un viaggio nel passato per conoscere le figure storiche che saranno oggetto del loro esame.

## Critica
Fantafilm lo definisce "una piacevole commedia sui temi dei paradossi temporali, indirizzandola al pubblico delle grandi famiglie. I dialoghi brillanti e le gag verbali giocate sull'ironia e su un inedito gergo adolescenziale tipicamente anni '80 assicurano il divertimento e la coppia Reeves/Winter [...] funziona a meraviglia."

## Sequel
Nel 2020 esce Bill & Ted Face the Music, che riceve il doppiaggio e la distribuzione in Italia nel 2022.

## Colonna sonora
1. Play with Me - Extreme
2. The Boys and Girls Are Doing - Vital Signs
3. Not So Far Away -  Glen Burtnik
4. Dancing with a Gypsy - Tora Tora
5. Father Time - Shark Island
6. I Can't Break Away - Big Pig
7. Dangerous - Shark Island
8. Walk Away - Bricklin
9. In Time - Robbie Robb feat. Stevie Salas
10. Two Heads Are Better Than One - Power Tool